# Caeneressa proxima
Caeneressa proxima är en fjärilsart som beskrevs av Obraztsov 1957. Caeneressa proxima ingår i släktet Caeneressa och familjen björnspinnare. Inga underarter finns listade i Catalogue of Life.